# Bjeloglavi štekavac
Bjeloglavi štekavac (bjeloglavi orao, lat. Haliaeetus leucocephalus) je ptica grabljivica iz Sjeverne Amerike, poznata još kao nacionalna ptica i simbol Sjedinjenih Američkih Država. Područje koje nastanjuje se proteže većim dijelom Kanade i Aljaske, SAD-a i sjevernog Meksika. Nalazi se u blizini velikih voda koje su bogate hranom i visokim drvećem koje koristi za izradu gnijezda. Vrsta je koncem 20. stoljeća bila na rubu istrebljenja, ali sada ima stabilnu populaciju tako da je uklonjena s popisa ugroženih vrsta u Sjedinjenim Američkim Državama.

## Opis
Perje odrasle ptice je smeđe boje osim glave i repa koji su prekriveni bijelim perjem. Kljun i noge su svijetlo žuti, a rep je srednje duljine. Bjeloglavi orao spada u krupne ptice. Dužina tijela odrasle jedinke je 70 - 102 centimetra, raspon krila je do 2,44 metra, i teži od 2,5 do 7 kilograma. Ženka je za 25 % veća od mužjaka. Najveće su ptice na Aljaski gdje krupna ženka može težiti preko 7,5 kg, i ima raspon krila od 2,4 metra. Glasanje bjeloglavog orla: . Njegova ishrana se sastoji uglavnom od ribe. Ptica je spolno zrela s 4-5 godina života. Životni vijek im je u prosjeku 20 godina, ali u zarobljeništvu može živjeti i nešto dulje.

## Stanište, ishrana, razmnožavanje
Bjeloglavi orao pravi najveće ptičje gnijezdo u Sjevernoj Americi, do 4 metara dubine, 2,5 metara širine i dostiže težinu od 1 tone. Par se vraća uvijek u isto gnijezdo koje nadograđuje svake godine. Na Floridi je zabilježeno gnijezdo dubine 6,1 metar, 2,9 metara širine i 2,7 tona težine. Ženka snese 1 do 3 jaja, na kojim naizmjenično leže oba roditelja. Dok je jedna ptica na jajima druga je u potrazi za hranom. Jaja su u prosjeku duga 73 milimetra i imaju obim od oko 55 milimetara.

## Vrste
Bjeloglavi orao pripada rodu Haliaeetus (latinski od starogrčkog haliaetos), tzv. "morskih orlova", ali se samo morski orlovi koji imaju bijelo perje na glavi i repu nazivaju "bjeloglavima", tj. leucocephalus (lat. od starogrčkog λευκος (leukos) - bijelo, i εφαλη, kefale - glava). Razlikuje se dvije takve podvrste:
- H. l. leucocephalus (Linné, 1766.) je glavna podvrsta koja obitava južnije od paralele od 38°, koja obitava na jugu SAD-a i u meksičkoj državi Baja California.
- H. l. washingtoniensis (Audubon, 1827.), sinonima H. l. alascanus (Townsend, 1897.), je rasprostranjenija sjeverna podrvsta koja naseljava sjever SAD-a, Kanadu i Aljasku, s iznimkom populacije na rtu Hatteras, Sjeverna Karolina.[7]

## Vanjske poveznice
- The National Eagle Center (engl.)
- American Bald Eagle Foundation (engl.)
- American Bald Eagle Information  Arhivirana inačica izvorne stranice od 16. siječnja 2009. (Wayback Machine) (engl.)
- Informacije i fotografije bjeloglavih orlova
- Video bjeloglavih orlova  Arhivirana inačica izvorne stranice od 22. ožujka 2016. (Wayback Machine) na Internet Bird Collection

### Drugi projekti
|  | Zajednički poslužitelj ima stranicu o temi Haliaeetus leucocephalus    |
|  | Zajednički poslužitelj ima još gradiva o temi Haliaeetus leucocephalus |
|  | Wikivrste imaju podatke o taksonu Haliaeetus leucocephalus             |